# مقاطعة بينيواه (أيداهو)
مقاطعة بينيواه (بالإنجليزية: Benewah County)‏ هي إحدى مقاطعات ولاية أيداهو في الولايات المتحدة الأمريكية.